# غاري فيشر (دراج)
غاري فيشر (بالإنجليزية: Gary Fisher)‏ (و. 1950  م) هو راكب دراجة هوائية، ومخترع، وشخصية أعمال أمريكي، ولد في أوكلاند، كاليفورنيا.